# Ристов, Эва
Э́ва Ри́стов (венг. Éva Risztov, род. 30 августа 1985 года, Ходмезёвашархей) — венгерская пловчиха. Участница 4 Олимпийских игр (2000, 2004, 2012, 2016), олимпийская чемпионка в плавании на открытой воде, многократный призёр чемпионатов мира и Европы, 58-кратная чемпионка Венгрии.

## Карьера
Ристов дебютировала на Олимпийских играх в 2000 году. В Сиднее она выступала в трёх видах программы, но не смогла пробиться в них в первую десятку. Её лучшим результатом стало 14-е место на двухсотметровке баттерфляем.
В 2002 году на чемпионате Европы в Берлине Ристов четырежды занимала второе место, а на континентальном первенстве на короткой воде, которое проходила в немецкой Ризе завоевала три золотые и одну серебряную награды.
На мировом первенстве 2003 года в Барселоне Ристов трижды занимала второе место. При этом на двухсотметровке баттерфляем она уступила польке Енджейчак всего 0,1 секунды. В том же году на чемпионате европы в коротком бассейне завоевала три золота и бронзовую медаль.
На Олимпиаде в Афинах венгерская спортсменка выступила в трёх видах программы. На четырёхсотметровке вольным стилем она не смогла преодолеть стартовый раунд, став шестнадцатой. В других видах она выступила успешнее и дважды выступала в решающих заплывах. На дистанции 200 метров баттерфляем Риштов прошла в финал, но стала в нём последней, а на дистанции 400 метров комплексом стала четвёртой.
В 2005 году Ристов объявила о завершении спортивной карьеры, но в 2009 году вернулась в большой спорт, при этом уделяя более пристальное внимание плаванию на открытой воде.
В 2012 году, на Олимпиаде в Лондоне Ристов соревновалась как в бассейне, так и на открытой воде. На дистанциях 400 и 800 метров вольным стилем венгерская пловчиха в финал не пробилась, став 16-й и 13-й соответственно. Сборная Венгрии в эстафете 4×100 метров тоже выбыла на первой стадии. Зато на десятикилометровой дистанции Риштов не было равных и она завоевала олимпийскую золотую медаль.
В том же году она завоевала серебро и бронзу в бассейне на домашнем чемпионате Европы, а через два года стала второй в десятикилометровом заплыве на континентальном первенстве в Берлине.